# SN 2008fe
SN 2008fe – supernowa typu II-P odkryta 30 sierpnia 2008 roku w galaktyce UGC 9578. W momencie odkrycia miała maksymalną jasność 19,20m.